# Evangelischer Erwachsenenkatechismus
Der Evangelische Erwachsenenkatechismus (EEK) wurde im Auftrag der  Vereinigten Evangelisch-Lutherischen Kirche Deutschlands (VELKD) als „Kursbuch des Glaubens“ entwickelt.
Die erste Auflage des EEK erschien 1975, die aktuelle 8. Auflage 2010. Mit mehr als 300.000 verkauften Exemplaren hat sich der EEK als Standardwerk der Darstellung des evangelischen Glaubens in Deutschland etabliert.
Ziel des Evangelischen Erwachsenenkatechismus ist es, den evangelischen Glauben im Kontext der gegenwärtigen Lebenswelt zu entfalten. Dies geschieht in einer dreifachen Weise: So will das Werk elementares Glaubenswissen vermitteln, eine Auseinandersetzung mit Leben und Welt aus evangelischer Perspektive bieten und Impulse für ein im christlichen Glauben gestaltetes Leben geben.

## Geschichte
Bereits im Jahr 1969 setzte die Kirchenleitung der VELKD eine Kommission mit dem Auftrag ein, ein Glaubensbuch für Erwachsene zu erarbeiten. Nach einem breit angelegten Erprobungsverfahren erschien im Mai 1975 schließlich der Evangelische Erwachsenenkatechismus (EEK) in erster Auflage. Mehr als 200 Fachleute aus verschiedenen Wissensgebieten waren am Entstehungsprozess beteiligt. Daneben wurden Abschnitte des Textes in 35 Gruppen aus der Erwachsenenbildung erprobt. Bereits im Jahr der Erstausgabe wurde ein Nachdruck nötig. Im Kontakt mit Leserinnen und Lesern sowie mit Gesprächsgruppen wurde die Arbeit am EEK weitergeführt. Dies führte 1977 zur 3. Auflage, in der Fragen und Anregungen aus diesem Prozess eingearbeitet wurden. In der 4. Auflage (1982) wurden einzelne Kapitel neubearbeitet. Hinzu kam eine dreibändige Schulausgabe des EEK. Schließlich fanden bei der 5. Auflage, die Anfang 1989 – also noch vor der politischen Wende in Deutschland – erschien, die Themen „Schöpfung“ und „Umwelt“ sowie andere neuere gesellschaftliche Fragestellungen stärkere Berücksichtigung.
Mit der 6. Auflage aus dem Jahr 2000 wurde der EEK vollständig neubearbeitet und erhielt auch eine neue äußere Gestalt. Insbesondere wurde die veränderte gesellschaftliche und kirchliche Situation seit der Wende von 1989 aufgenommen. Erstmals konnten auch Autorinnen und Autoren aus den östlichen Kirchen mitarbeiten. Eine konsequente Straffung sollte das Buch zudem übersichtlicher und lesefreundlicher machen. Im Jahr 2001 folgte die 7. Auflage in der Form eines leicht aktualisierten Nachdrucks.
Vor dem Hintergrund der zunehmenden gesellschaftlichen und  kirchlichen Pluralisierung erfuhr der EEK schließlich in den Jahren 2007 bis 2010 eine grundlegende Neubearbeitung, die sich wie schon im Jahr 2000 auch bei der aktuell vorliegenden 8. Auflage des EEK in einer veränderten äußeren Form und in einer neuen Binnengliederung niederschlägt. Inhaltlich findet sich in der 8. Auflage eine stärkere Aufnahme empirischer Ergebnisse; auch wurden zentrale Kapitel des Werkes im Blick auf ihre Verständlichkeit und Elementarisierung überarbeitet. Die gesellschaftliche und wissenschaftliche Entwicklung und Diskussion seit der Zeit der letzten Überarbeitung führte zu Ergänzungen bzw. zur völligen Neuerarbeitung einzelner Kapitel, so z. B. zu den Themen „Ethik der Technik und Biotechnologie“, „Gemeinschaft von Frauen und Männern“, „Kommunikation und Medien“ oder „Ehrenamt in der Kirche“.
Um die pädagogische Arbeit mit dem EEK zu fördern, wurden bereits begleitend zu den ersten Auflagen zwei Werkhefte und ein Werkbuch zum Evangelischen Erwachsenenkatechismus herausgegeben. Von 1979 bis 1994 erschien zudem in insgesamt fünf Auflagen der Evangelische Gemeindekatechismus (EGK), in dem die theologisch grundlegenden Abschnitte des EEK konkretisiert und um literarische Texte, Bilder und Gebete erweitert wurden. Begleitend hierzu folgte 1980 das von Manfred Kießig herausgegebene Taschenbuch „Glauben, lehren, bekennen“, das den Kleinen Katechismus, das Augsburger Bekenntnis und Texte des EGK zueinander in Beziehung bringt. Das 1981 herausgegebene Lesebuch „Vom Glauben erzählen“ von Ludwig Schmidt schließt theologische Inhalte des EGK für den Religionsunterricht auf.
Mit dem Kleinen Evangelischen Erwachsenenkatechismus (KEEK) aus dem Jahr 2004 (2. Auflage 2011) liegt inzwischen zudem eine verkürzte Form des EEK vor, die weitgehend auf Textmaterial der 7. Auflage des EEK zurückgreift, jedoch bereits die Binnengliederung der 8. Auflage vorwegnimmt.
Der EEK wird über den deutschen Sprachraum hinaus wahrgenommen. Dies zeigt sich in den Übersetzungen des EEK ins Dänische und Koreanische sowie in der amerikanischen Ausgabe des Evangelischen Gemeindekatechismus („Evangelical Catechism“, Minneapolis 1982).
Seit 2004 wird die Arbeit am Evangelischen Erwachsenenkatechismus von einem von der Kirchenleitung der VELKD berufenen Katechismusausschuss verantwortet. Vorsitzender dieses Ausschusses ist aktuell Martin Rothgangel, Professor für Religionspädagogik an der Universität Wien.

## Methode/Aufbau/Inhalt
Methodisches Grundprinzip seit der 1. Auflage ist die Korrelation von Frage und Antwort, die sich an den Denkweg anschließt, den Paul Tillich die „Methode der Korrelation“ genannt hat.
Dieses methodische Grundprinzip der Korrelation von Frage und Antwort nimmt die Binnengliederung der einzelnen Kapitel auf. In der 1.–5. Auflage wurde dabei die Form einer vierfachen Unterteilung in Einstieg (wo bin ich, wo sind wir getroffen?) – Information (was muss ich, was müssen wir wissen?) – Reflexion (wie nehme ich, wie nehmen wir Stellung?) – Konkretion (was kann ich, was können wir tun) gewählt. Die 6. und 7. Auflage untergliederte in die drei Teile „Informationen – Hintergründe – Erfahrungen“, die in der 8. Auflage von dem Dreischritt „Wahrnehmung – Orientierung – Gestaltung“ abgelöst wurde:
- Die Wahrnehmung lenkt dabei den Blick „auf die Fragen der Zeit und auf die Situation, in der Menschen sich vorfinden. … An dieses Wahrnehmen schließt jeweils eine Orientierung an, in der elementar und verständlich die Grundlagen des Glaubens dargelegt und auf die Gegenwart bezogen werden. … Schließlich enden alle Kapitel mit einem Blick darauf, wie Glauben im Leben praktisch werden kann.“[1]

Der Makroaufbau des Erwachsenenkatechismus folgt weitgehend der Gliederung des Apostolischen Glaubensbekenntnisses und stellt sich in der 8. Auflage folgendermaßen dar:
- Der EEK eröffnet mit einer theologischen Grundlegung zum Thema „Glauben leben“, in der die Auslegung Martin Luthers im Kleinen Katechismus zum 3. Glaubensartikel („Ich glaube an den Heiligen Geist“) entfaltet wird.
- Im 1. Hauptteil „Gott“ werden die Fragen nach der Erkennbarkeit Gottes („Gott offenbart sich“), der Welt als Gottes Schöpfung, nach Gottes Wirken in der Geschichte und in den Religionen aufgenommen. Weitere Teilkapitel betreffen die „Bibel“ und die Auseinandersetzung mit dem Atheismus („Gott im Widerstreit“). Ein eigenes Unterkapitel widmet sich dem Verhältnis von Juden und Christen („Der Gott der Juden und Christen“).
- Der 2. Hauptteil „Mensch“ blickt auf den Menschen als „Gottes Geschöpf“ sowie auf die Erfahrung von „Sünde und Schuld“.
- Im 3. Hauptteil „Jesus Christus“ findet sich ein grundlegendes Kapitel über Leben, Werk und Bedeutung Jesu Christi („Jesus von Nazareth – der Christus“), an das sich das Kapitel über „Die Rechtfertigung des Menschen“ anschließt, das zugleich das „Herzstück“ des EEK bildet.
- Der 4. Hauptteil „Leben in der Welt“ widmet sich ethischen Grund- und Einzelfragen und untergliedert sich nach einer „Einführung in die Ethik“ in die Unterkapitel „Person und Gemeinschaft“, „Gesellschaft und Staat“ sowie „Globale Verantwortung“.
- „Gott der Heilige Geist“ steht im Zentrum des 5. Hauptteils, in dem zugleich die Frage nach dem „Dreieinigen Gott“ behandelt wird.
- Der 6. Hauptteil „Leben in der Kirche“ wird durch ein Kapitel eröffnet, das Wesen, Bedeutung und die konkrete Formen von „Kirche“ betrachtet. Die folgenden Kapitel befassen sich mit „Wort und Sakrament“ (Gottesdienst, Predigt, Taufe, Abendmahl), „Kirchlichen Handlungen“ (Konfirmation, Beichte, Segen), dem „Auftrag der Kirche“ (Seelsorge, Diakonie, Mission) und der Praxis des Glaubens (z. B. Spiritualität, Gebet, Meditation).
- Im 7. Hauptteil „Ziel aller Wege – Ewiges Leben“ wird zunächst aus christlicher Perspektive in das Thema „Sterben und Tod“ eingeführt. Das Kapitel „Hoffnung – Leben in Ewigkeit“ bildet den Abschluss des Gesamtwerks.
- Seit der 6. Auflage ist dem EEK eine Auswahl kirchlicher Bekenntnisse und Lehrzeugnisse beigefügt. Am Ende des Buches findet sich ein „kleines Lexikon theologischer Begriffe“. Der 8. Auflage liegt zusätzlich eine CD-ROM mit dem kompletten Text des EEK bei.

## Bedeutung
Der Anstoß zur Erarbeitung des EEK erfolgte durch die Vereinigte Evangelisch-Lutherische Kirche Deutschlands, doch sowohl bei der Zusammensetzung der Kommission als auch bei den Autorinnen und Autoren der Erstentwürfe sowie beim Erprobungsverfahren wurde der gesamte Raum der evangelischen Kirchen in Deutschland einbezogen. Zusätzlich wirkten Experten aus der römisch-katholischen Kirche bei der Erarbeitung mit. So steht der EEK zwar in lutherischer Tradition, ist aber zugleich offen für Erkenntnisse aus der gesamten Christenheit und verfolgt das Ziel, evangelische Konzentration mit ökumenischer Weite zu verbinden. Entsprechend diesem Ansatz hat der EEK in der Darstellung der christlichen Botschaft sowohl das ökumenische christliche Verständnis, die gemeinsame evangelische Sicht und schließlich die besondere lutherische Akzentuierung im Blick.
In seinen Positionen spiegelt der EEK weitgehend einen Konsens innerhalb der evangelischen Kirchen wider bzw. markiert die Bereiche, in denen die Kirche aktuell noch um einen Konsens ringt.
Da nach lutherischer Tradition jeder Getaufte prinzipiell selbst urteilsfähig ist, versteht sich der EEK nicht als „lehramtliches Dokument“, sondern setzt die Mündigkeit eines Christenmenschen – d. h. den „Mut zum Denken, Vergleichen und Abwägen“ voraus und hat das Ziel, diese Urteilsfähigkeit zu fördern und Menschen zu befähigen, ihr Evangelisch-Sein selbstbewusst und dialogisch zu leben. In diesem Sinn wird er von der VELKD als „Navigationshilfe“ beschrieben.
Schon 1976 hat die Kirchenkonferenz des Evangelischen Kirche in Deutschland den EEK ausdrücklich als einen Dienst der lutherischen Kirche an der ganzen evangelischen Christenheit gewürdigt und anerkannt. In dieser Tradition hat die VELKD auch die aktuelle 8. Auflage als „einen Beitrag der lutherischen Kirche zu einer Bildung in evangelischer Perspektive“ vorgelegt.

## Ausgaben
Der Evangelische Erwachsenkatechismus liegt aktuell in der 8. Auflage vor. Mit der 6. und der 8. Auflage waren jeweils umfassende Neubearbeitungen verbunden, die sich jeweils auch in einer veränderten Binnengliederung sowie einem neuen äußeren Erscheinungsbild und einem neuen Untertitel niederschlugen.
- Evangelischer Erwachsenenkatechismus. Kursbuch des Glaubens, hg. im Auftrag der Katechismuskommission der VELKD von Werner Jentsch, Hartmut Jetter, Manfred Kießig und Horst Reller, Gütersloh 1975, 1355 Seiten.
- Evangelischer Erwachsenenkatechismus. Kursbuch des Glaubens, hg. im Auftrag der Katechismuskommission der VELKD von Werner Jentsch, Hartmut Jetter, Manfred Kießig und Horst Reller, 2. Auflage, Gütersloh 1975, 1355 Seiten.
- Evangelischer Erwachsenenkatechismus. Kursbuch des Glaubens, hg. im Auftrag der Katechismuskommission der VELKD von Werner Jentsch, Hartmut Jetter, Manfred Kießig und Horst Reller, 3. Auflage, Gütersloh 1977, 1355 Seiten.
- Evangelischer Erwachsenenkatechismus. Kursbuch des Glaubens, hg. im Auftrag der Katechismuskommission der VELKD von Werner Jentsch, Hartmut Jetter, Manfred Kießig und Horst Reller, 4. überarbeitete Auflage, Gütersloh 1982, 1355 Seiten.
- Evangelischer Erwachsenenkatechismus, Schulausgabe, 3 Bde., 1. Christlicher Glaube in unserer Zeit / 2. Christsein in unserer Zeit / 3. Kirche in unserer Zeit, Gütersloh 1984, insg. 1290 Seiten.
- Evangelischer Erwachsenenkatechismus. Kursbuch des Glaubens, hg. im Auftrag der Katechismuskommission der VELKD von Hartmut Jetter, Horst Echternach, Horst Reller und Manfred Kießig, 5. neubearbeitete und ergänzte Auflage, Gütersloh 1989, 1445 Seiten.
- Evangelischer Erwachsenenkatechismus. Glauben – erkennen – leben, im Auftrag der Vereinigten Evangelisch-Lutherischen Kirche herausgegeben von den Geschäftsführern der Katechismuskommission der VELKD Manfred Kießig, Lothar Stempin, Horst Echternach, Hartmut Jetter unter Mitarbeit von Gerhart Herold, 6. vollständig neubearbeitete Auflage, Gütersloh 2000, 866 Seiten.
- Evangelischer Erwachsenenkatechismus. Glauben – erkennen – leben, im Auftrag der Vereinigten Evangelisch-Lutherischen Kirche herausgegeben von den Geschäftsführern der Katechismuskommission der VELKD Manfred Kießig, Lothar Stempin, Horst Echternach, Hartmut Jetter unter Mitarbeit von Gerhart Herold, 7. aktualisierte Auflage, Gütersloh 2006, 866 Seiten.
- Evangelischer Erwachsenenkatechismus. Suchen – glauben – leben, im Auftrag der Kirchenleitung der VELKD herausgegeben von Andreas Brummer, Manfred Kießig und Martin Rothgangel unter Mitarbeit von Wiebke Bähnk, Norbert Dennerlein, Heiko Franke, Peter Hirschberg, Jutta Krämer, Michael Kuch, Ralf Tyra und Ingrid Wiedenroth-Gabler, 8. neu bearbeitete und ergänzte Auflage, Gütersloh 2010, 1020 Seiten.